# 올리브 블레이크니

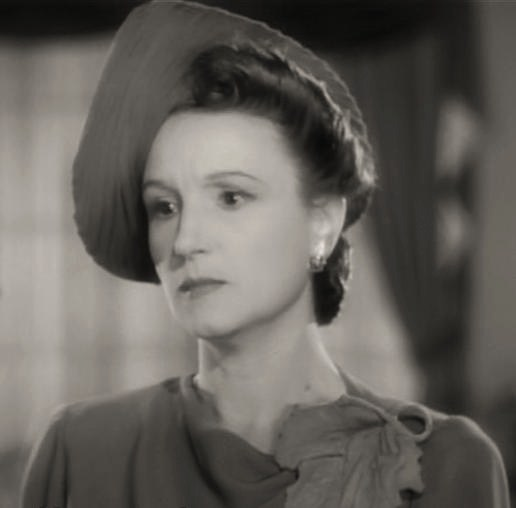

올리브 블레이크니(Olive Blakeney, 1894년 8월 21일 ~ 1959년 10월 21일)는 미국의 배우, 연극 배우, 영화배우이다.
로스앤젤레스에서 사망하였다. 사인은 질병이다. 포리스트 론 메모리얼 파크에 매장되었다.

## 영화
- 앤티 맘 (1958년)
- 낯선 여인 (1946년)
- 리브 허 투 헤븐 (1945년)
- 다고타 (1945년)
- 위험한 실험 (1944년)
- 두 얼굴의 여인 (1941년)